# هنری مانچینی
انریکو نیکولا مانچینی (به انگلیسی: Enrico Nikola Mancini) مشهور به هنری مانچینی متولد ۱۶ آوریل ۱۹۲۴ و درگذشته در ۱۴ ژوئن ۱۹۹۴ از آهنگسازان و رهبران ارکستر آمریکایی ایتالیایی‌تبار بود. وی در طول مدت فعالیت هنری خود توانست برنده ۴ جایزه اسکار، ۱ جایزه گلدن گلاب و ۲۰ جایزه گرمی شود.

## زندگی
والدین هنری مانچینی از مهاجران ایتالیایی بودند که از منطقه ابروتزو ایتالیا به آمریکا آمده بودند. پدر هنری آهنگر بود و برای هنری کوچک یک فلوت پیکولو ساخته بود. ۱۲ ساله بود که آموختن پیانو را شروع کرد. پس از دبیرستان به مدرسه جولیارد در نیویورک رفت ولی پس از یک سال به نیروی زمینی آمریکا پیوست.

## حرفه موسیقی
در سال ۱۹۴۶ وارد حرفه موسیقی و به عنوان نوازنده و تنظیم‌کننده ارکستر گلن میلر مشغول به کار شد.
پس از درخشش مانچینی در موسیقی فیلم «ابوت و کاستلو» در سال ۱۹۵۲، به عنوان آهنگساز فیلم شهرت یافت. به‌طوری‌که کمپانی فیلمسازی یونیورسال او را تمام وقت برای برنامه‌های خود به کار گرفت.
علاوه بر آن مانچینی برای فیلمی از اورسن ولز به نام «نشان شر» در سال ۱۹۵۸ موسیقی متن نوشت که به گفته خودش، موسیقی متن این فیلم یکی از بهترین کارهای او در آن دوره بوده‌است. اورسن ولز از او خواسته بود تا یک اثر واقع‌گرایانه را خلق کند و مانچینی در این فیلم با به خدمت گرفتن چند نوازنده خیابانی Jazz، به بهترین نحو ممکن واقع‌گرایی را با تمرکز بر هسته اصلی فیلم و تطبیق موسیقی بر آن ایجاد کرد.
حال دیگر همه دنیا «هنری مانچینی» را به عنوان موسیقیدان و آهنگساز مشهور می‌شناختند. از آثار دیگر موسیقی فیلم او می‌توان از «صبحانه در تیفانی»، «ویکتوریا»، «روزهای شراب و رز» (برنده اسکار ۱۹۶۲)، «هاتاری»، اثر به یاد ماندنی «پیاده‌روی بچه فیل»، «فیلم پلنگ صورتی» (با بازی کمدین مشهور انگلیسی پیتر سلرز در نقش کارآگاه کلوزو)، موسیقی فیلم «معما» (با بازی کری گرانت - آدری هیپورن و والتر متیو) و . . . نام برد. همچنین موسیقی فیلم‌های تلویزیونی چون Thorn Birds ,Shadow Box, مون ریور و . . . از او بوده‌است. تعدادی از کارهای او توسط خوانندگان بزرگی چون فرانک سیناترا و اندی ویلیامز دوباره اجرا شد.
مشهورترین اجرای وی موسیقی متن سریال کارتونی پلنگ صورتی است که جزو ۲۰ موسیقی متن برتر قرن اخیر انتخاب شد. موسیقی متن فیلم و تم «پلنگ صورتی» که بر اساس سبک جاز نوشته شده و «هنری مانچینی» بخشی از نت‌ها را براساس حرکات بدن کارتون «پلنگ صورتی» بنا گذاشته بود.
مانچینی کار ساخت موسیقی متن را در نیمه نخست دهه پنجاه میلادی آغاز کرد و در طول چهل سال، شماری از بهترین آثار را در زمینه موسیقی فیلم خلق کرد.
هر چند او آثارش را به‌طور عمده درسبک موسیقی جاز آفرید ولی موسیقی او به سبک خاصی محدود نمی‌شود، در آثار او هم کارهای pop وjazz و هم کارهای کلاسیک را می‌توان مشاهده کرد. او رهبری ارکسترهایی چون ارکستر سمفونیک لندن، ارکستر فیلارمونیک لس‌آنجلس، پاپ بوستن و . . . را نیز بر عهده داشته‌است.
هنری مانچینی ۷۲ بار نامزد دریافت جایزه Grammy شد و توانست در ۲۰ مورد آن به دریافت جایزه معروف نائل آید. همچنین در ۱۸ مورد نامزد دریافت جایزه اسکار بود که توانست چهار اسکار را نیز از آن خود سازد.
هنری مانچینی در ۱۴ ژوئن سال ۱۹۹۴ از دنیا رفت.

## فیلم‌شناسی

### ۱۹۵۳
- داستان گلن میلر
- ابوت و کاستلو به مریخ می‌روند
- نظم و قانون
- شهری در زیر دریا

### ۱۹۵۴
- دستری

### ۱۹۵۵
- جنگ شخصی سرگرد بنسون
- رتیل

### ۱۹۵۶
- مخلوق در بین ما راه می‌رود
- Rock, Pretty Baby

### ۱۹۵۷
- آقای کوری

### ۱۹۵۸
- عشق تابستانی
- نشانی از شر

### ۱۹۶۰
- سر بزنگاه

### ۱۹۶۱
- عزب در بهشت
- فریبکار بزرگ
- صبحانه در تیفانی

### ۱۹۶۲
- روزگار شراب و گل‌های سرخ
- هاتاری!
- آقای هابز به یک مسافرت می‌رود
- تجربه در ترس

### ۱۹۶۳
- سرباز در باران
- معما
- پلنگ صورتی

### ۱۹۶۴
- قلب عزیز
- تیری در تاریکی
- Man's Favorite Sport?

### ۱۹۶۵
- مسابقه بزرگ
- لحظه به لحظه

### ۱۹۶۶
- نقش عربی
- پدر، تو در جنگ چه کردی؟

### ۱۹۶۷
- تفنگ
- دو تا برای جاده
- تا تاریکی صبر کن

### ۱۹۶۸
- پارتی

### ۱۹۶۹
- ناتالی و من
- جالب است، جالب

### ۱۹۷۰
- گل‌آفتاب‌گردان
- گاهی بهترین ایده
- اهالی هاوایی
- لی‌لی عزیز
- مولی مگوایرز

### ۱۹۷۱
- مهمان شبانه

### ۱۹۷۲
- جنون (Rejected Score)

### ۱۹۷۳
- Oklahoma Crude
- The Thief Who Came to Dinner
- Visions of Eight

### ۱۹۷۴
- دختری از پتروفکا
- ۹۹ و ۴۴/۱۰۰ مرده
- سحرگاه سفید

### ۱۹۷۵
- یک‌بار کافی نیست
- بازگشت پلنگ صورتی
- والدو پپر بزرگ

### ۱۹۷۶
- خط نقره‌ای
- W.C. Fields and Me
- پلنگ صورتی دوباره ضربه می‌زند

### ۱۹۷۸
- House Calls
- آنجلا
- چه کسی سرآشپزان بزرگ اروپا را می‌کشد؟
- انتقام پلنگ صورتی

### ۱۹۷۹
- زندانی زندا
- نایت‌وینگ
- ۱۰

### ۱۹۸۰
- خانم مارکر کوچک
- A Change of Seasons

### ۱۹۸۱
- جاده‌های پشتی
- S.O.B.
- Condorman
- Mommie Dearest

### ۱۹۸۲
- ویکتور ویکتوریا
- ردپای پلنگ صورتی

### ۱۹۸۳
- نفرین پلنگ صورتی
- Second Thoughts
- Better Late Than Never
- مردی که زن‌ها را دوست داشت

### ۱۹۸۴
- هری و پسر

### ۱۹۸۵
- Lifeforce
- Santa Claus: The Movie

### ۱۹۸۶
- کاراگاه موش بزرگ
- A Fine Mess
- That's Life!

### ۱۹۸۷
- قرار ملاقات دو ناشناس
- باغ وحش شیشه‌ای

### ۱۹۸۸
- بدون راه حل
- شامگاه

### ۱۹۸۹
- Physical Evidence
- Welcome Home

### ۱۹۹۰
- Ghost Dad
- ترس

### ۱۹۹۱
- کلید
- Married to It

### ۱۹۹۲
- تام و جری: فیلم سینمایی

### ۱۹۹۳
- پسر پلنگ صورتی